# Яничкова, Барбора
Барбора Яничкова (чеш. Barbora Janíčková; род. 1 мая 2000, Брно) — чешская пловчиха. Серебряная призёрка чемпионата Европы 2024 года. Участница летних Олимпийских игр 2020 года.

## Биография
Барбора Яничкова родилась 1 мая 2000 года в чешском городе Брно.
Выступает в соревнованиях по плаванию за спортивный клуб университета Палацкого из Оломоуца.
В 2015 году участвовала в Европейских играх в Баку. На дистанциях 50 метров на спине и баттерфляем выбыла в полуфинале, на 100-метровке баттерфляем не преодолела квалификацию.
В 2021 году выступала на чемпионате Европы в Будапеште. На дистанции 100 метров вольным стилем показала 34-й результат в квалификации, на 100-метровке баттерфляем — 25-е. В эстафете 4х100 метров вольным стилем сборная Чехии, за которую также выступали Симона Кубова, Кристина Горска и Барбора Симанова, стала 15-й в квалификации. В смешанной эстафете 4х100 метров комплексным плаванием сборная Чехии, за которую также выступали Томаш Франта, Матей Забойник и Барбора Симанова, финишировала 12-й в квалификации с национальным рекордом (3 минуты 48,86 секунды).
В 2021 году вошла в состав сборной Чехии на летних Олимпийских играх в Токио. В эстафете 4х100 метров вольным стилем сборная Чехии, за которую также выступали Барбора Симанова, Кристина Горска и Аника Апосталон, показала 14-е время в квалификации (3.42,40), уступив 6,47 секунды худшей из попавших в финал сборной Швеции.